# Ostfriese/Alt-Oldenburger
Als Alt-Oldenburger und Ostfriesen werden Pferde ehemals eigenständiger Rassen bezeichnet, für die seit Ende der 1980er Jahre ein gemeinsames Zuchtbuch existiert. Die Pferderasse wird heute unter der gemeinsamen Bezeichnung Ostfriese/Alt-Oldenburger geführt.
Hintergrundinformationen zur Pferdebewertung und -zucht finden sich unter: Exterieur, Interieur und Pferdezucht.

## Exterieur

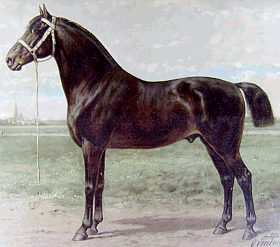
Ostfriesisches Pferd (1898)

Beim Ostfriesen/Alt-Oldenburger handelt es sich um ein schweres Warmblut. Die Pferde sollen über gute, raumgreifende Gänge verfügen. Angestrebt ist ein Stockmaß von ca. 158–168 cm sowie Röhrbeinumfang ca. 22–24 cm bei dreijährigen Pferden.
Beim Exterieur ist ein mittelschweres, genügend elegantes, kalibriges Pferdes mit großen Linien und klaren Konturen im Rechteckformat erwünscht. Der Kopf soll ausdrucksvoll und markant sein (kein Hechtkopf), der Hals mittellang und stark muskulös.
Es überwiegen Braune und Rappen, aber auch Füchse und Schimmel finden sich in der Ostfriesisch-Alt-Oldenburger Zucht.

## Interieur
Alt-Oldenburger und Ostfriesen sind vielseitig einsetzbare Fahrpferde mit guten Reiteigenschaften. Das Zuchtziel sieht ein ausgewogenes, ruhiges Temperament als auch Leistungsbereitschaft und Leistungsvermögen vor.

## Zuchtgeschichte

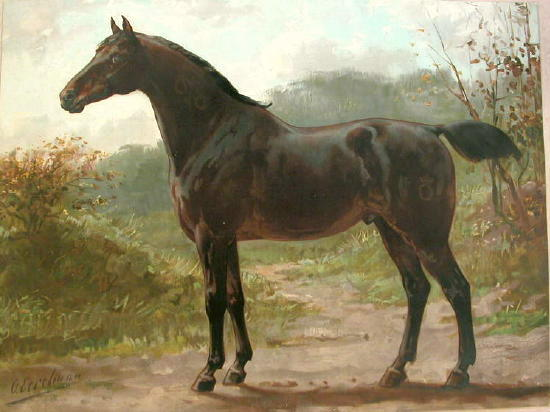
(Alt-)Oldenburger Pferd, Abbildung von 1898

Bereits im Mittelalter wurden edle Pferde anderer Rassen in die Zucht ostfriesischer Pferde eingekreuzt. Die Zucht entwickelte sich früh in Richtung schwerer Karossierpferde, ab dem 17. Jahrhundert waren sie als Wagenpferde begehrt. Im 19. Jahrhundert nahm man die Einkreuzung von Hannoveraner Hengsten vor, um die Gangarten zu verbessern.
Das Oldenburger Pferd hatte bereits unter Graf Anton Günther von Oldenburg und Delmenhorst im 17. Jahrhundert eine Blüte, in dieser Zeit wurden spanische und neapolitanische Hengste eingekreuzt. Die Oldenburger Zucht lag ausschließlich in bäuerlicher Hand.

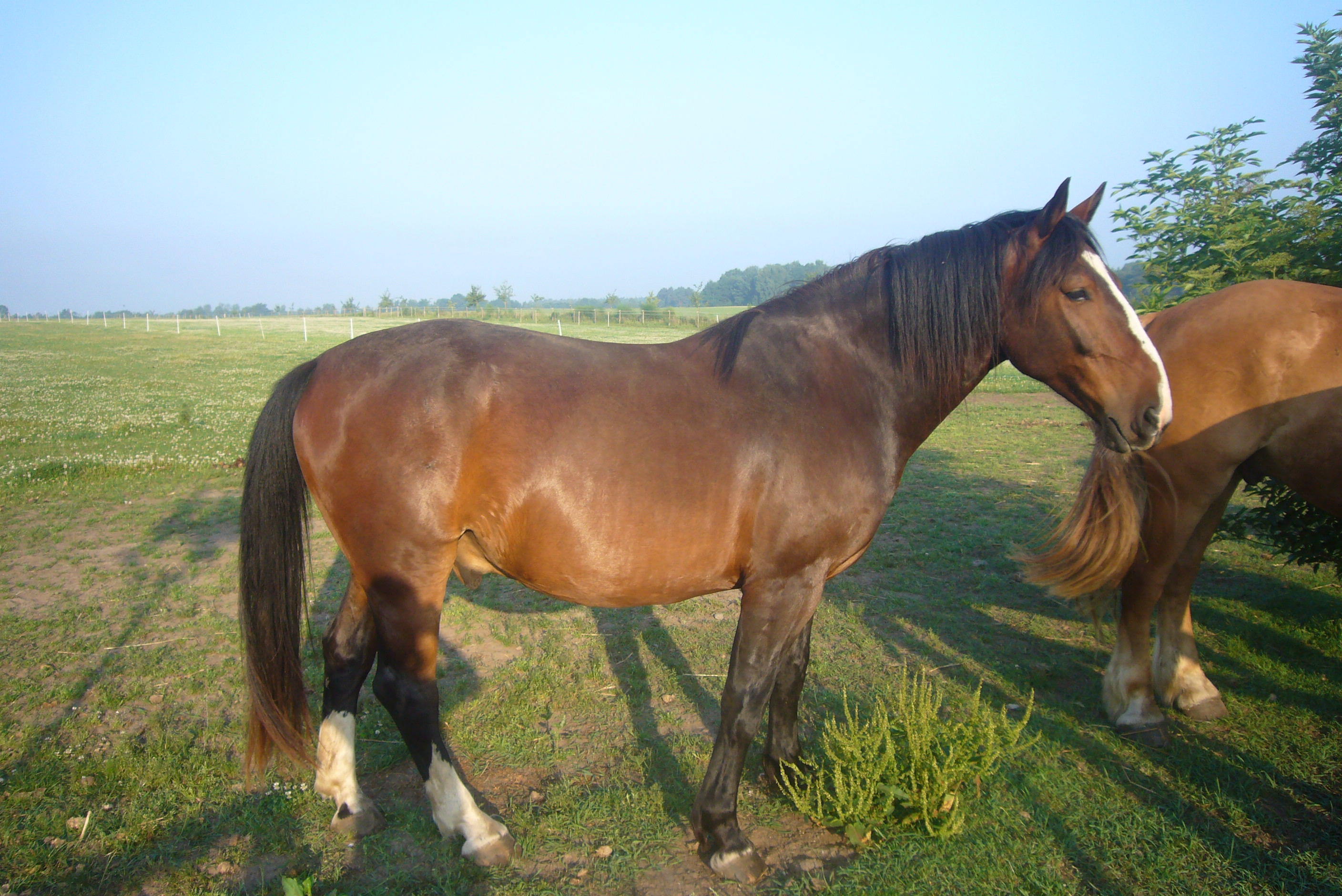
Alt-Oldenburger mit schwerem Körperbau

Nach 1945 kreuzte man, um dem Wandel der Ansprüche an die Pferde gerecht zu werden, Arabische Vollbluthengste ein, was jedoch später als Fehlschlag betrachtet wurde. Mitte der 1960er Jahre schloss man sich dem Hannoveraner Verband an, die im alten Typ stehenden Stuten wurden nicht mehr zur Zucht eingesetzt. Die Rasse der Ostfriesen hörte im Wesentlichen auf zu bestehen, die Oldenburger Zucht wandte sich erfolgreich der Umzüchtung zum heutigen Reitpferd zu. Nach 1980 begann man im Raum Oldenburg mit wenigen verbliebenen Stuten und Hengsten aus der sächsisch-thüringischen schweren Warmblutzucht, die noch den alten Blutlinien entstammten, Rückzuchtversuche. Erneut ist der Zuchtschwerpunkt der Einsatz als Fahrpferd, aber sie werden auch aus Reitpferde eingesetzt.
Das Zuchtbuch führt der Zuchtverband für das Ostfriesische und Alt-Oldenburger Pferd. Der Zuchtverband wurde 1986 gegründet und zwei Jahre später vom Land Niedersachsen als selbständige Zuchtorganisation anerkannt.